# .5: The Gray Chapter
A .5: The Gray Chapter az amerikai Slipknot együttes ötödik nagylemeze. Ez volt az első olyan stúdióalbum, amelyet a basszusgitáros Paul Gray 2010-es halála (A cím is az elhunyt zenészre utal.), illetve Joey Jordison dobos kirúgása óta vett fel a zenekar. Gray utódja Alessandro Venturella. A lemezt a Roadrunner Records adta ki. Többségében pozitív kritikákat kapott a kritikusoktól. A dalok többsége már slágernek számít, és több milliós nézettséget is elértek a YouTube-on. 
A "The Negative One" dalt jelölték a Best Metal Performance kategóriában az 57. Grammy-díjátadón, majd 2016-ban a Custert.

## Fogadtatás
A lemezt a kritikusok többségében pozitívan fogadták, mivel az album visszanyúlt a Slipknot és az Iowa hangzásvilágához, ugyanakkor megtartva a dallamos részeket, melyek leginkább a Vol. 3: (The Subliminal Verses) lemezre jellemzőek.
Az album Paul Grayre emlékszik, melyre sok kritikus méltónak tartotta. A Rock Revolt számos szövegre, szövegrészletre hívta fel a figyelmet, melyek az elhunyt basszusgitárosra utalnak. Dan Epstein és Gregory Heaney AllMusic kritikusok szerint a korong "nem próbálja rejtegetni a fájdalmat, az egész színtiszta düh és fájdalom."

## Eladási adatok
A lemez az ausztrál ARIA Albums Chart slágerlistán első helyen debütált, az első héten, körülbelül 14 ezer eladott darabbal. A US Billboard 200-on szintén az első helyet foglalta, 132 ezer példánnyal, csak úgy, mint Japánban, Kanadában, Oroszországban és Svájcban.

## Az album dalai
|     | Cím                          | Hossz |
| --- | ---------------------------- | ----- |
| 1.  | XIX                          | 3:10  |
| 2.  | Sarcastrophe                 | 5:06  |
| 3.  | AOV                          | 5:32  |
| 4.  | The Devil in I               | 5:42  |
| 5.  | Killpop                      | 3:45  |
| 6.  | Skeptic                      | 4:46  |
| 7.  | Lech                         | 4:50  |
| 8.  | Goodbye                      | 4:35  |
| 9.  | Nomadic                      | 4:18  |
| 10. | The One That Kills the Least | 4:11  |
| 11. | Custer                       | 4:14  |
| 12. | Be Prepared for Hell         | 1:57  |
| 13. | The Negative One             | 5:25  |
| 14. | If Rain Is What You Want     | 6:20  |